# Xian de Linquan
Le xian de Linquan (临泉县 ; pinyin : Línquán Xiàn) est un district administratif de la province de l'Anhui en Chine. Il est placé sous la juridiction de la ville-préfecture de Fuyang.

## Démographie
La population du district était de 1 813 187 habitants en 1999.